# Michael Birnthaler

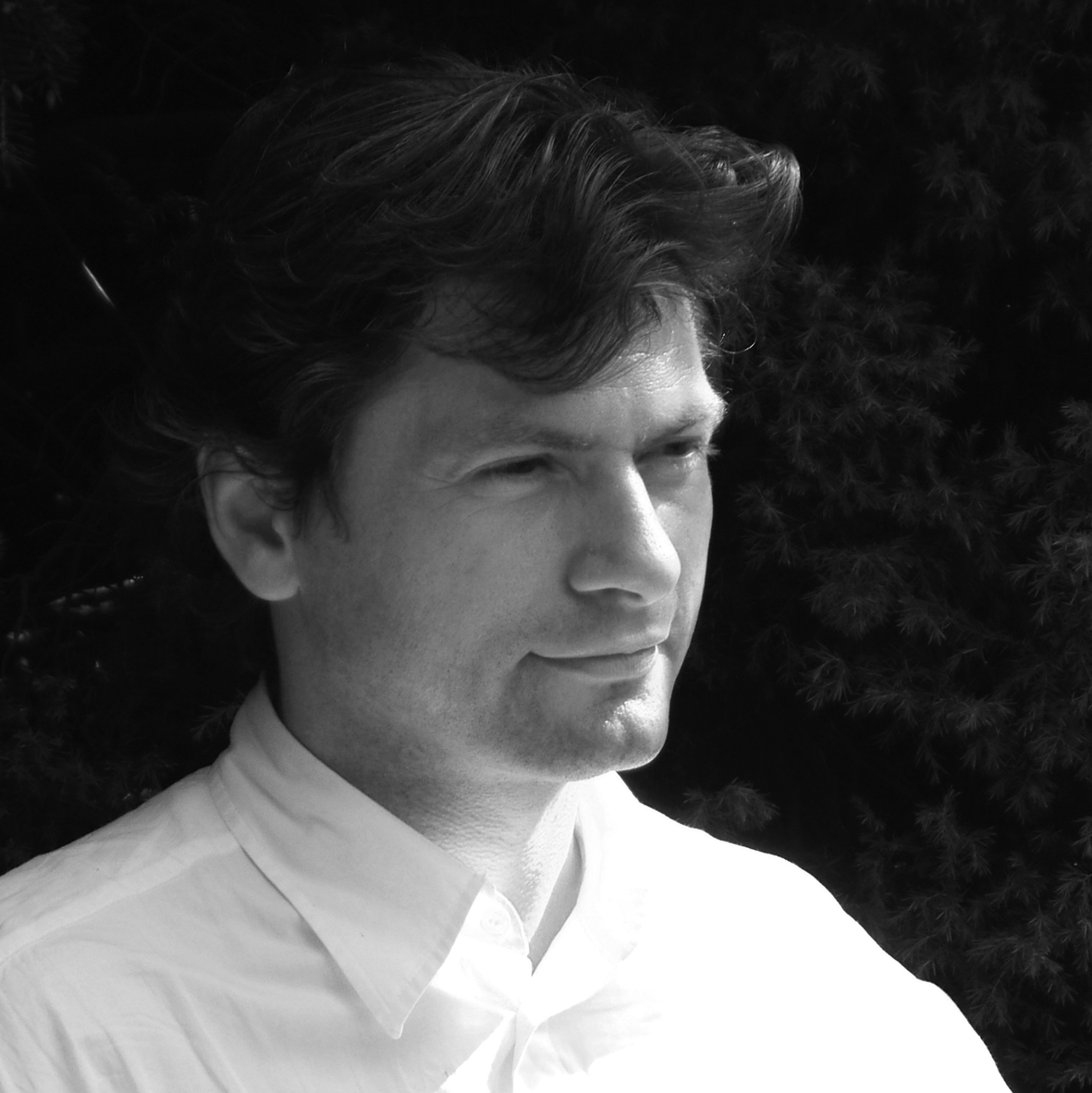
Michael Birnthaler (2011)

Michael Birnthaler (* 3. September 1963 in Rohr in Niederbayern) ist ein  deutscher (Erlebnis-)Pädagoge, Fachbuchautor und Leiter der Organisation EOS-Erlebnispädagogik, die Eigentümerin und Veranstalterin von Burg Hohenfels ist.

## Leben
Nach seinem Lehramtsstudium und dem Abschluss zum Diplom-Pädagogen in Freiburg und Weingarten arbeitete er als Sportlehrer an den Waldorfschulen in Pforzheim, Mainz und Schopfheim. 2001 wurde er vom Bund der Freien Waldorfschulen für einen Forschungsauftrag über die Erlebnisunterströmung des Lernens freigestellt. Seine Promotion erfolgte bei Hansjosef Buchkremer an der Universität zu Köln.
2008 erschien sein Buch Erlebnispädagogik und Waldorfschulen: Eine Grundlegung. Seitdem erfolgten weitere Buchveröffentlichungen, seit 2015 in dem von ihm mitgegründeten Verlag „Edition EOS“.

## Veröffentlichungen
- Weltenwandler. Rudolf Steiner: Dokumentarische Erzählung (Band 1: Das Goetheanum). Edition EOS, Freiburg 2018, ISBN 978-3-945132-04-3.
- Erlebnispädagogik und Initiation. Die Wurzeln der Erlebnispädagogik in den Mysterienschulen. Edition EOS, Freiburg 2016, ISBN 978-3-945132-03-6.
- Magic Music. Fahrtenlieder. Edition EOS, Freiburg 2015, ISBN 978-3-945132-01-2.
- Erlebnispädagogik und Waldorfschulen: Eine Grundlegung. Verlag Freies Geistesleben, Stuttgart 2008, ISBN 978-3-7725-1693-1.
- Praxisbuch Erlebnispädagogik. Verlag Freies Geistesleben, Stuttgart 2010, ISBN 978-3-7725-1837-9.
- Teamspiele: Die 100 besten Gruppenspiele. Verlag Freies Geistesleben, Stuttgart 2013, ISBN 978-3-7725-2538-4.
- Das Verschwinden der Helden: Chancen der Erlebnispädagogik in der Jungenarbeit. In: Andreas Neider (Hrsg.): Brauchen Jungen eine andere Erziehung als Mädchen? Verlag Freies Geistesleben, Stuttgart 2007, ISBN 978-3-7725-2169-0, S. 137–158.
- Erlebenspädagogik: Abenteuer erleben – Grenzen erfahren. Gesundheit Aktiv, Anthroposophische Heilkunst e.V., Stuttgart 2008, ISBN 978-3-7725-2538-4.
- Medienprävention durch Erlebnispädagogik. In: Andreas Neider (Hrsg.): Flucht in virtuelle Welten. Verlag Freies Geistesleben, Stuttgart 2010, ISBN 978-3-7725-2290-1, S. 141–162.
- Heilung leerer Seelen. In: Leere Seelen: Was treibt sie in den Amok? Flensburger-Hefte-Verlag, Flensburg 2010, ISBN 978-3-935679-57-2, S. 164–211.
- Erlebenspädagogik oder: Erziehung zur Brüderlichkeit. In: Andreas Neider (Hrsg.): Wie lernen Kinder Empathie und Solidarität? Verlag Freies Geistesleben, Stuttgart 2012, ISBN 978-3-7725-2515-5, S. 167–186.